# 小行星8301
小行星8301（英語：8301 Haseyuji）是一颗围绕太阳公转的小行星。1995年1月30日，小林隆男在大泉町发现了此天体。
这颗小行星的绝对星等为7.099825130943612等。